# 線式作戰

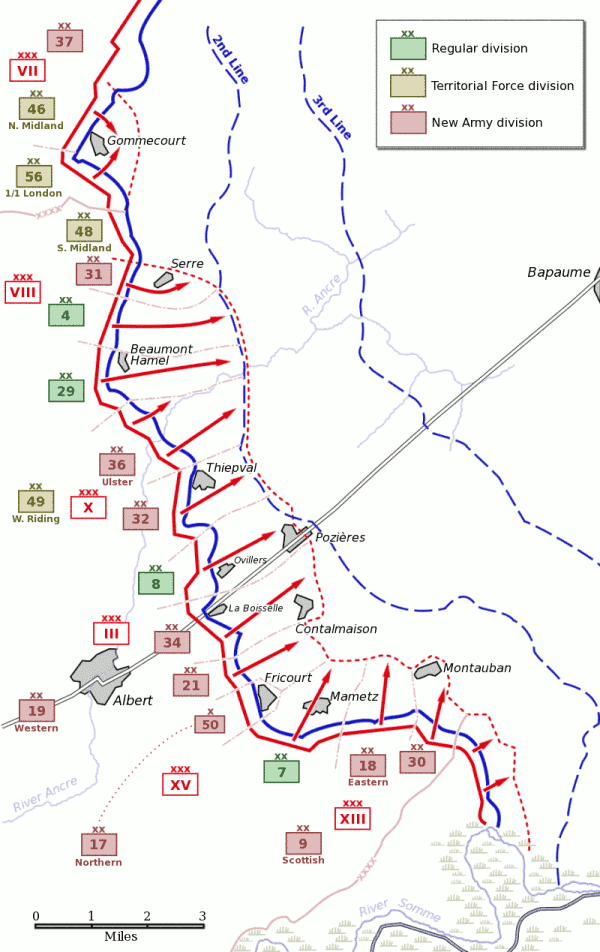
索姆河戰役英軍採用線式作戰的進攻戰術，結果導致巨大消耗而幾乎沒有戰果，此後線式作戰逐漸衰落。

線式作戰是指交戰雙方的戰場具有清晰的交戰線，作戰方法以近乎線性規則的方式來運行，交戰過程中雙方的戰場呈現出相互對峙的線狀界限，而且有明確的前後方區分。這種戰爭方式在二次大戰之前一直是戰場的主流，但是已不再適用於當今的戰爭形態。

## 沒落
在索姆河戰役期間，英軍對德軍的進攻方面，是透過連續的密集炮火掩護下，步兵再以排程橫列的方式（線式戰術）進軍。此戰役防守方以機槍、火炮構成壕溝戰強大的防禦體系。使進攻方耗損大量的步兵，而仍不能順利攻佔敵軍的陣地。而當時進攻的英軍士兵以步槍為主要武器，對於防禦方的打擊有限，甚至根本無法對付德軍防禦的強大火力。大部分的士兵未到達戰壕前線就已倒下。此後英國開始嘗試使用新型武器─坦克。

## 另見條目
- 斜線式戰術